# Atti di Pietro
Gli Atti di Pietro sono tra i primi Atti apocrifi degli Apostoli nel cristianesimo, risalente alla fine del II secolo d.C. La maggior parte del testo è sopravvissuta solo nella traduzione latina del Codex Vercellensis, sotto il titolo Actus Petri cum Simone ("Atto di Pietro con Simone"). È degno di nota per la descrizione di una gara di miracoli tra San Pietro e Simone Mago, prima testimonianza della tradizione secondo cui San Pietro fu crocifisso a testa in giù, e come origine del detto "Quo vadis?".

## Storia
Gli Atti di Pietro furono originariamente composti in greco koiné durante la seconda metà del II secolo, probabilmente in Asia Minore. Lo stile di scrittura degli Atti è abbastanza simile a quello di altri quattro Atti apocrifi: Atti di Andrea, Atti di Giovanni, Atti di Paolo e Atti di Tommaso. Per questo motivo, tutte e cinque queste opere erano tradizionalmente attribuite a un unico autore; Fozio I (810/820 - 893) identificò questo autore come Leucio Carinus. Epifanio (310/320 - 403) aveva precedentemente identificato Leucio come un compagno di San Giovanni Apostolo.
Si ritiene che i manichei abbiano raccolto questi cinque atti apocrifi in un unico corpus entro la fine del IV secolo. L'attuale consenso è che le cinque opere sono correlate, ma sono state scritte da cinque autori separati, nessuno dei quali include Leucio. Nonostante ciò, le opere sono ancora spesso denominate "Atti manichei di Leucio", o semplicemente "Atti Leuciani". 
Il primo manoscritto esistente degli Atti di Pietro è una traduzione tardo latina contenuta nel Codex Vercellensis, che si crede sia il primo manoscritto della Vetus Latina. Questo codice è conservato nella Biblioteca Capitolare del Duomo di Vercelli. I capitoli che descrivono la crocifissione di Pietro sono conservati separatamente come 'Martirio del Santo Apostolo Pietro' in vari manoscritti in latino, greco, copto, slavo, siriaco, etiope, armeno e arabo.
È stato proposto che il racconto del martirio fosse un testo precedente e separato a cui erano apposti i capitoli precedenti.

## Contenuto
Nel testo, Pietro compie molti miracoli, come la guarigione di un mendicante storpio. Pietro predica che Simon Mago sta compiendo magie per convertire i seguaci con l'inganno. Indignato, San Pietro sfida Simon Mago a un concorso, al fine di dimostrare quali opere provengono da una fonte divina e quali sono solo un inganno. Nella gara, Simone prende il volo e, per rappresaglia, Pietro lo colpisce con la potenza di Dio, pregando che Simone non venga ucciso ma gravemente ferito. Simon Mago viene quindi condotto a Terracina da un Castore "E là fu ferito gravemente (da due medici), e così venne alla fine Simone l'angelo di Satana". 
Il confronto di Pietro con Simon Mago ha una certa somiglianza con il confronto del profeta Elia con i sacerdoti di Baal, come descritto nei Libri dei Re dell'Antico Testamento - un testo con cui probabilmente lo scrittore degli Atti di Pietro aveva familiarità.
In seguito a questo incidente, Pietro intende fuggire dalla città; tuttavia, vede un'apparizione di Gesù e la prende come un messaggio che deve rimanere ed essere crocifisso per vedere di nuovo Gesù in cielo (vedi Quo vadis?).
Pietro predica alle concubine di Agrippa che dovrebbero praticare l'astinenza e la castità. L'infuriato Agrippa ordina che Pietro sia crocifisso; Pietro chiede di essere crocifisso a testa in giù.

## Martirio di San Pietro
Nessun testo canonico fa riferimento alla morte di San Pietro. A parte gli Atti di Pietro, la prima attestazione che San Pietro fu giustiziato per crocifissione, si trova in Adversus Gnosticos Scorpiace, un trattato composto da Tertulliano nel primo decennio del III secolo. 
A metà del III secolo, Origene di Alessandria rese popolare la tradizione secondo cui Pietro chiese di essere crocifisso a testa in giù. Alla fine del IV secolo, San Girolamo scrisse nel suo De viris illustribus ("Sugli uomini illustri") che il motivo di questa richiesta era che San Pietro si sentiva indegno di morire allo stesso modo di Gesù.
Tuttavia, negli Atti di Pietro, l'autore scrive che la richiesta di San Pietro di essere crocifisso a testa in giù era di sottolineare un punto: che i valori di coloro che lo crocifissero si capovolgevano, sottolineando la necessità di guardare oltre questi valori e adottare quelli di Gesù.